# Karhusaari (ö i Finland, Kymmenedalen, Kouvola, lat 61,15, long 26,93)
Karhusaari är en ö i Finland. Den ligger i sjön Repovesi, Luujärvi och Tihvetjärvi och i kommunen Kouvola i den ekonomiska regionen  Kouvola ekonomiska region  och landskapet Kymmenedalen, i den södra delen av landet, 150 km nordost om huvudstaden Helsingfors. Öns area är 3,3 hektar och dess största längd är 250 meter i sydväst-nordöstlig riktning.